# Флаг Буинского района
Флаг муниципального образования «Буи́нский муниципальный район» Республики Татарстан Российской Федерации — опознавательно-правовой знак, служащий официальным символом муниципального образования.
Флаг утверждён 27 июня 2006 года и внесён в Государственный геральдический регистр Российской Федерации с присвоением регистрационного номера 2619, а также в Государственный геральдический реестр Республики Татарстан с присвоением регистрационного номера 66.

## Описание
Описание флага, утверждённое решением Буинского районного Совета Республики Татарстан № 52-9, гласит:
«Флаг Буинского муниципального района представляет собой прямоугольное полотнище с отношением ширины к длине 2:3, воспроизводящее фигуры герба района: лазоревое и зелёное поле повышенно пересечено тонким зубчатым серебряным поясом, в лазури — выходящее сияющее золотое солнце (без изображения лица), в зелени — вписанные пук золотых хлебных колосьев, положенный косвенно справа, и за ним серебряный свиток с золотой печатью на шнуре того же металла, выходящий справа внизу и положенный косвенно слева».
На сайте Союза геральдистов России, принимавших участие в разработке флага, приведено следующее описание флага:
«Флаг Буинского муниципального района представляет собой прямоугольное полотнище с отношением ширины к длине 2:3, разделённое по горизонтали на две части (габаритная ширина голубой части — 4/9 полотнища, зелёной — 47/90 полотнища) белой линией, изломанной в виде 6 полных и 2 видимых наполовину зубцов(ширина белой линии — 1/30 полотнища); верхняя часть несёт жёлтое изображение восходящего солнца; нижняя — несёт изображение пука колосьев и свитка с печатью в жёлтом белом цветах».
Также последнее описание флага использовалось Управлением делами Президента Республики Татарстан на открытом конкурсе «Изготовление и поставка эталонной геральдической продукции для нужд Управления делами Президента Республики Татарстан».

## Символика
Флаг составлен на основании герба Буинского муниципального района по правилам и соответствующим традициям вексиллологии и отражает исторические, культурные, социально-экономические, национальные и иные местные традиции.
Буинский край имеет богатую историю. На протяжении многих веков его территория являлась юго-западной границей сначала Булгарского государства потом Казанского ханства. После присоединения Казани к Русскому государству край стал форпостом в освоении Правобережья реки Волги. На его территории проходила древняя Карлинская засечная черта, известная ещё с периода Казанского ханства. В XVI—XVII веках «Карлинский вал» представлял собой систему оборонительных сооружений, защищавших регион от кочевых набегов. На флаге пограничное положение Буинской земли показано зубчатой линией деления.
В современном районе основным занятием населения является сельское хозяйство, составляющее основу экономики района. Золотые колосья символизирует развитое сельскохозяйственное производство. Зелёный цвет — символ природы, здоровья и жизненного роста — также символизирует сельское хозяйство. Жёлтый цвет (золото) — символ урожая, достатка, стабильности и уважения. Аграрная символика дополняется изображением золотого солнца — символа жизненного тепла и света необходимого для роста и развития. Заходящее солнце также указывает на пограничное положение района, находящего на юго-западе республики.
Белый (серебряный) свиток, являясь символом мудрости и образованности, подчёркивает древность Буинской земли ставшей родиной для многих известных людей, среди которых писатели, поэты, художники, политические деятели.
Белый цвет (серебро) — символ чистоты, совершенства, мира и взаимопонимания.
Голубой цвет — символ чести, благородства, духовности.